# Ogliastro Cilento
Ogliastro Cilento község (comune) Olaszország Campania régiójában, Salerno megyében.

## Fekvése
A megye nyugati részén fekszik. Határai: Agropoli, Cicerale és Prignano Cilento.

## Története
Első említése 1059-ből származik. A következő századokban nemesi birtok volt. A 19. században nyerte el önállóságát, amikor a Nápolyi Királyságban felszámolták a feudalizmust.

## Népessége
A népesség számának alakulása:

## Főbb látnivalói
- Palazzo De Stefano
- Palazzo Cirota
- Santa Croce-templom
- San Rocco-kápolna